# Wattwiller
Wattwiller (deutsch Wattweiler, elsässisch Wăttwillr) ist eine französische Gemeinde mit 1648 Einwohnern (Stand 1. Januar 2022) im Arrondissement Thann-Guebwiller im Département Haut-Rhin in der Region Grand Est (bis 2015 Elsass).
Der Ort ist durch seine schon von den Römern genutzten Quellen und sein Mineralwasser bekannt.

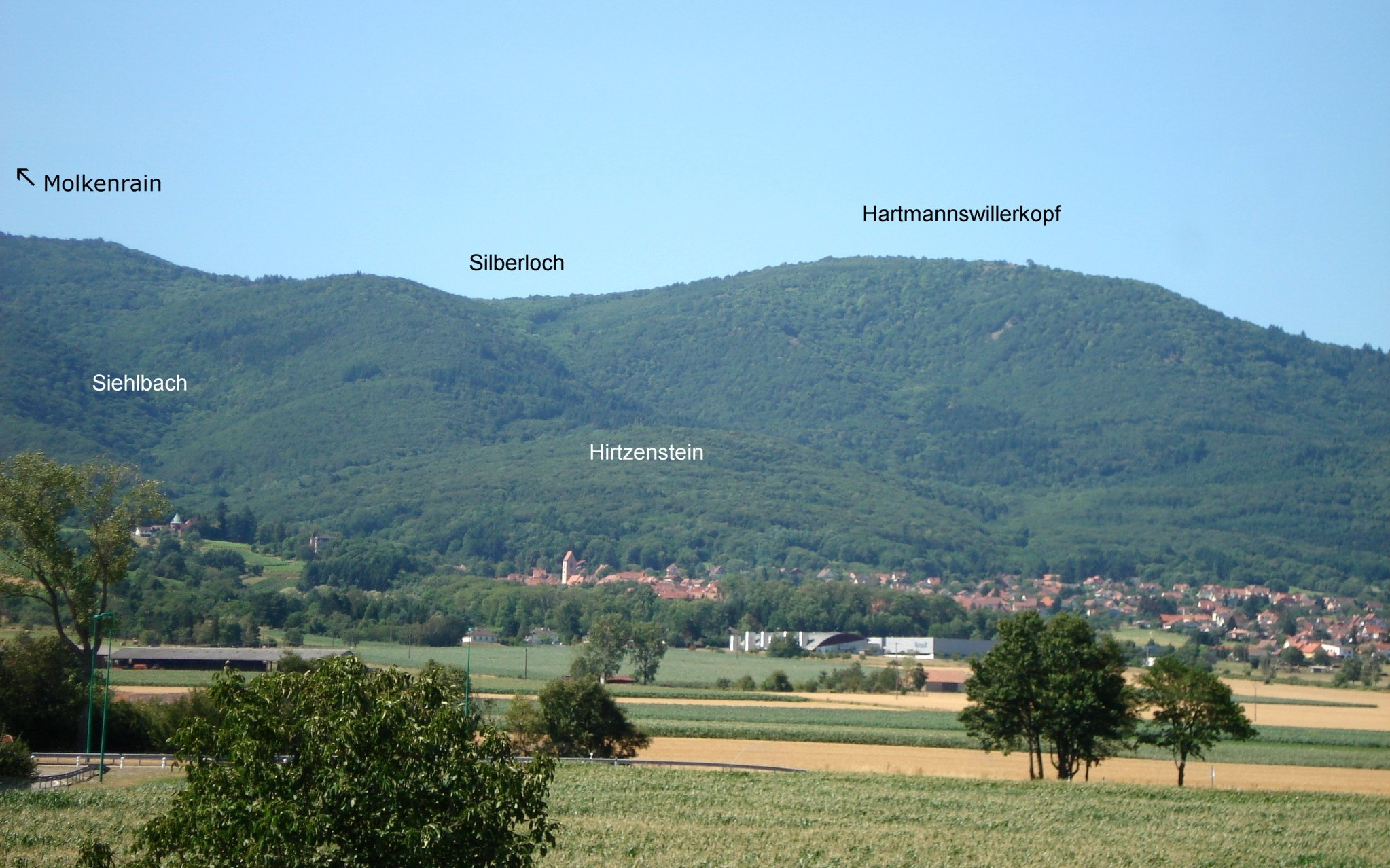
Blick auf das Dorf mit Bergkulisse

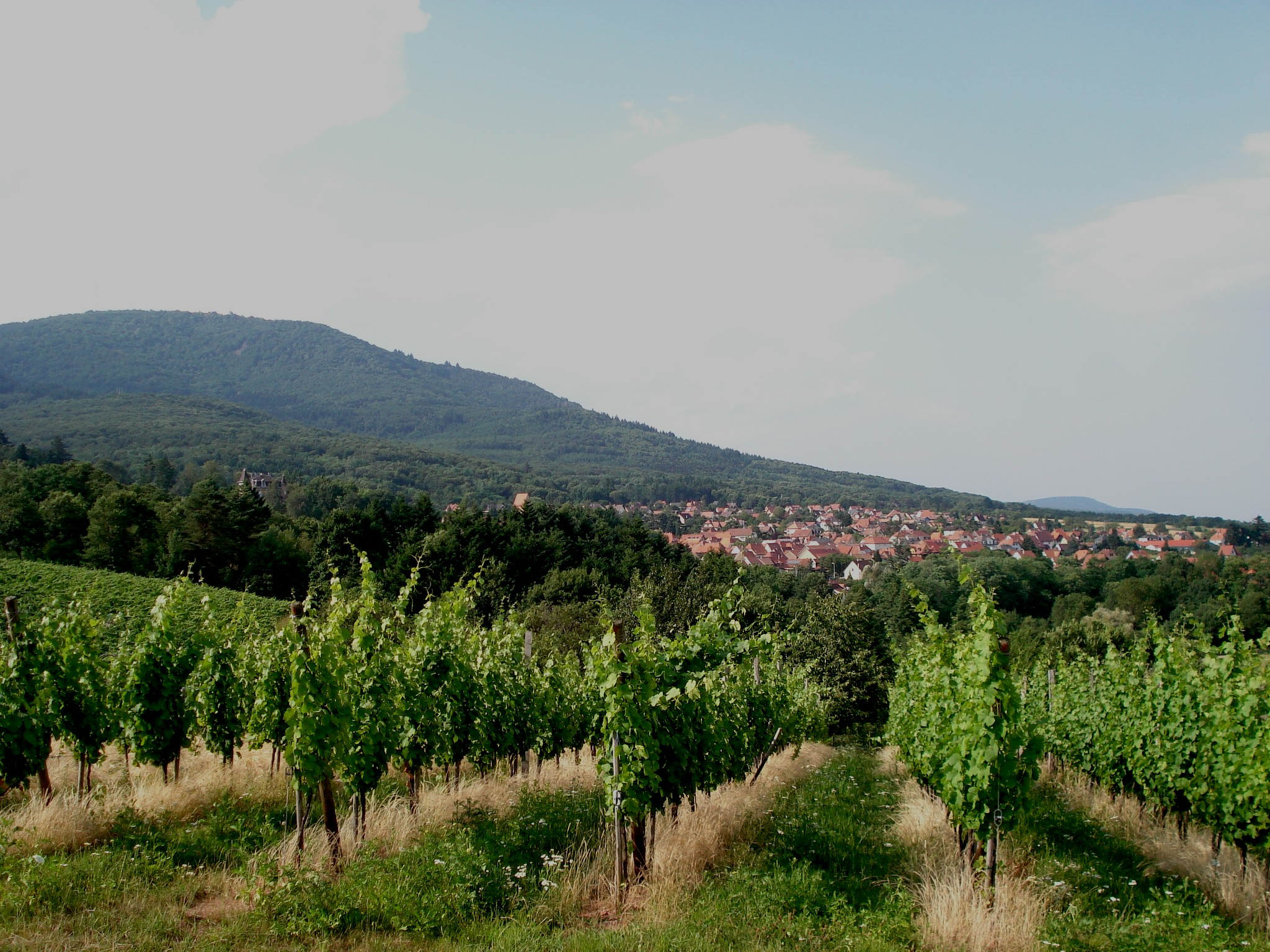
Blick auf das Dorf vom Nodelberg aus

## Geografie
Der Ort liegt am Fuß des Hartmannswillerkopfes, eines der am meisten umkämpften Kriegsschauplätze im Elsass während des Ersten Weltkrieges. Das Gemeindegebiet gehört zum Regionalen Naturpark Ballons des Vosges.
Das Dorf liegt an den unteren Ausläufern der Südvogesen, in einem Übergangsbereich zwischen Berghängen und Rheinebene. Die Besiedlung hatte ursprünglich an dem sanften Hang neben einem Bergbach (Siehlbach) begonnen. Der kegelförmige Hirtzenstein (571 m) mit seinem Fels, die felsige Erhebung Herrenfluh (857 m) mit ihrem langgezogenen Vorsprung Eichwald-Nodelberg-Mamberg und, etwas weiter, die Hänge des Molkenrains (1126 m) und des Hartmannswillerkopfs (956 m) stellen zusammen die im Hintergrund liegende Bergkulisse dar.
Das Tal des Siehlbachs bildet zugleich das Einzugsgebiet der oberflächlichen sowie auch der einsickernden Gewässer,
die dann nach langer Zeit durch ihren unterirdischen Lauf zu Mineralwasser werden.
Der Ortskern befindet sich in einer Höhe von etwa 360 Metern, doch das Gemeindegebiet erstreckt sich nach oben bis zu den Höhen des Molkenrains (1125 m). Die Bewaldung der Berghänge besteht aus einem Mischwald, worin die Laubbäume überwiegen. Landwirtschaftliche Böden befinden sich auf dem südlichen und östlichen Teil der Gemeinde im flacheren Gelände und werden für Ackerbau und Rinderzucht genutzt. Die Vorgebirgshügel Weckenberg und Nodelberg eignen sich für den Weinbau und wurden schon von alters her mit Weinreben und Obstbäumen bepflanzt.
Auf der Gewerbefläche an der Weinstraße (D 5) entlang befinden sich die Niederlassung Frankreich des Loos-International-Konzerns (Kesselsysteme für Dampf und Heißwasser) und die moderne Einrichtung der Wasserabfüllanlage. Außerdem beziehen sich die einzelnen gewerblichen Betriebe vorwiegend auf das Bauwesen.
Ein 4-Sterne-Campingplatz ist oberhalb des Dorfes mitten im Wald angelegt. Etwa 150 schattige Stellplätze, Mietwohnungen, mehrere Freizeitsportanlagen, zwei Schwimmbecken, eine Reitschule und ein Restaurant sind auf einer Fläche von 15 ha verteilt.

## Geologie
Die geologischen Grundlagen der Gemarkung Wattwiller können nur in Zusammenhang mit der Tektonik des Vogesenmassivs und des Rheingrabens nachvollzogen werden. Durch die langsame und weitgehende Senkung des Oberrheintals kam es seit dem Eozän zu einer vertikalen Verschiebung zwischen dem „alten“ herzynisch-variszischen Vogesenmassiv und der „jüngeren“ Ablagerungen, die sich seitdem auf dem Sockel des Rheingrabens angefüllt haben. Somit befinden sich jetzt die aus dem Paleozoikum stammenden Gesteine in höheren Lagen als jene im Oberrheintal aufgeschichteten Ablagerungen des Quartärs und des Känozoikums.
Durch diese tektonischen Bewegungen ist der Bergfußbereich mit zwei Hauptverwerfungen gekennzeichnet: der Vogesenbruch (faille vosgienne) und der Rheintalbruch (faille rhénane).
Die oberen Abschnitte des Molkenrains und des Hartmannswillerkopfes bestehen bekanntlich aus Vulkangesteinen, die von einer vulkanischen Tätigkeit im unteren Karbon, d. h. zur Viséumszeit, zeugen. Dabei handelt es sich um feldspatreiche Ergussgesteine, wie quarzhaltige Latiten, die aus Lavaströmen entstanden und abwechselnd mit pyroklastischen Ablagerungen, den sogenannten Ignimbriten, aufgeschichtet sind. Diese Struktur entspricht dem Grundmuster eines ehemaligen Stratovulkans.
Aus der Tiefe aufgestiegene Granitaufschlüsse sind nicht in unmittelbarer Nähe, sondern etwas weiter bei Goldbach-Großbelchen vorhanden.
In den etwas niedrigeren Lagen, z. B. im Siehlbachtal, kommen auch marine Sedimentgesteine vor, die durch Ablagerung von feinkörnigen Bruchteilen aus klastischer und vulkanischer Herkunft entstanden sind. Im erweiterten Sinn, spricht man von Grauwacken, die aber je nach Lage unterschiedliche Bestandteile aufweisen können. Dem Vogesenbruch entlang hat die Zermalmung des Urgesteins die Bildung einer quarzhaltigen Brekzie – wie sie z. B. am Hirtzenstein vorkommt – nach sich gezogen.
Am Sandgrubenkopf bleiben einige Aufschlüsse von rotem Sandstein und Konglomeraten aus dem Trias übrig. Die Hügel Weckenberg und Nodelberg bestehen aus Konglomeraten, die stellenweise aus dem Oligo- bzw. Pliozän stammen.
Das weit ausgedehnte, leicht geneigte, am Bergrand liegende Glacis, ist mit kolluvialen Ablagerungen aus dem Pleistozän (Zwischeneiszeiten des mittleren Quartärs) überdeckt. Da und dort sind spärliche Überreste der Lössdecke noch vorhanden, wohingegen die Nachbargemeinde Berrwiller über eine dickere (2 bis 4 m) und weniger lockere Lössschicht verfügt.
Im Quellfassungsbereich der Mineralquellen stießen die mehrmals wiederholten Bohrungen auf Mergel-, Gips- bzw. Kalkschichten des Keupers, und – weiter unten – auf die beträchtliche Kalkschicht des Muschelkalks.
Siehe auch: Geologische Zeitskala

## Geschichte
Der Ursprung des Dorfes Wattwiller ist mit der Anwesenheit von Thermalquellen verbunden. Diese mögen vielleicht schon den Kelten bekannt gewesen sein, aber ganz sicher den Römern, da 1874 die Entdeckung von Dachziegeln und Wasserleitungen dieser Epoche darauf hinweist. Der Name Wattwiller könnte von den Quellen ableiten (Wattwiller= Wasserweiler?). Mit größerer Wahrscheinlichkeit aber stammt der Ortsname von einem gewissen Watto, einem Oberhaupt der Alamannen oder der Franken. „Willer“ kommt aus dem Spätlatein „villare“ (gallorömische Siedlung). Ende des fünften Jahrhunderts wanderte ein Mönch, der das Evangelium verkündigte, an diesen Ort und gründete dort eine erste Stelle christlicher Verehrung.

### Vom Mittelalter bis zum Ersten Weltkrieg
Die älteste erhaltene schriftliche Erwähnung des Dorfes stammt von 727. Mehrere Klöster besaßen dort Eigentum, insbesondere Acker- und Weinbaugelände. 735 wurde der Ort „Wattonvillare“ von Graf Eberhard von Elsass zur Gründung des Klosters Murbach diesem zugewiesen. Die Vogtei – also die weltliche Herrschaft – befand sich als Lehen für einige Zeit bei Habsburg, bis sie dann 1259 wieder an die Fürstabtei Murbach überging. Innerhalb dieses Fürstentums gehörte Wattweilere zum Amt Wattweiler, dessen „Hauptstadt“ es war.
Etwa um 1270 ließ der Fürstabt Wattweiler mit Befestigungen umgeben und erhob die Ortschaft zur Stadt. Zu gleicher Zeit wurden auf umgebenden Erhebungen die Burgen Weckenberg, Herrenfluh und Hirzenstein errichtet.
Die Geschichte Wattweilers ist durch Schlachten, Plünderungen, Massenmorde gekennzeichnet. So war es zum Beispiel 1375 mit den „englischen Scharen“ von Enguerrand de Coucy und 1444 mit den Armagnacs-Reiterschaften. Ostern 1445 wurden diese im Nonnenbrucherwald bei Sennheim von den Bewohnern mithilfe derjenigen von Thann, Sennheim und Sulz bis zu deren Niederlage bekämpft. 1468 musste sich die von den Schweizern belagerte Stadt ergeben und mit der Schweiz vereinigen.

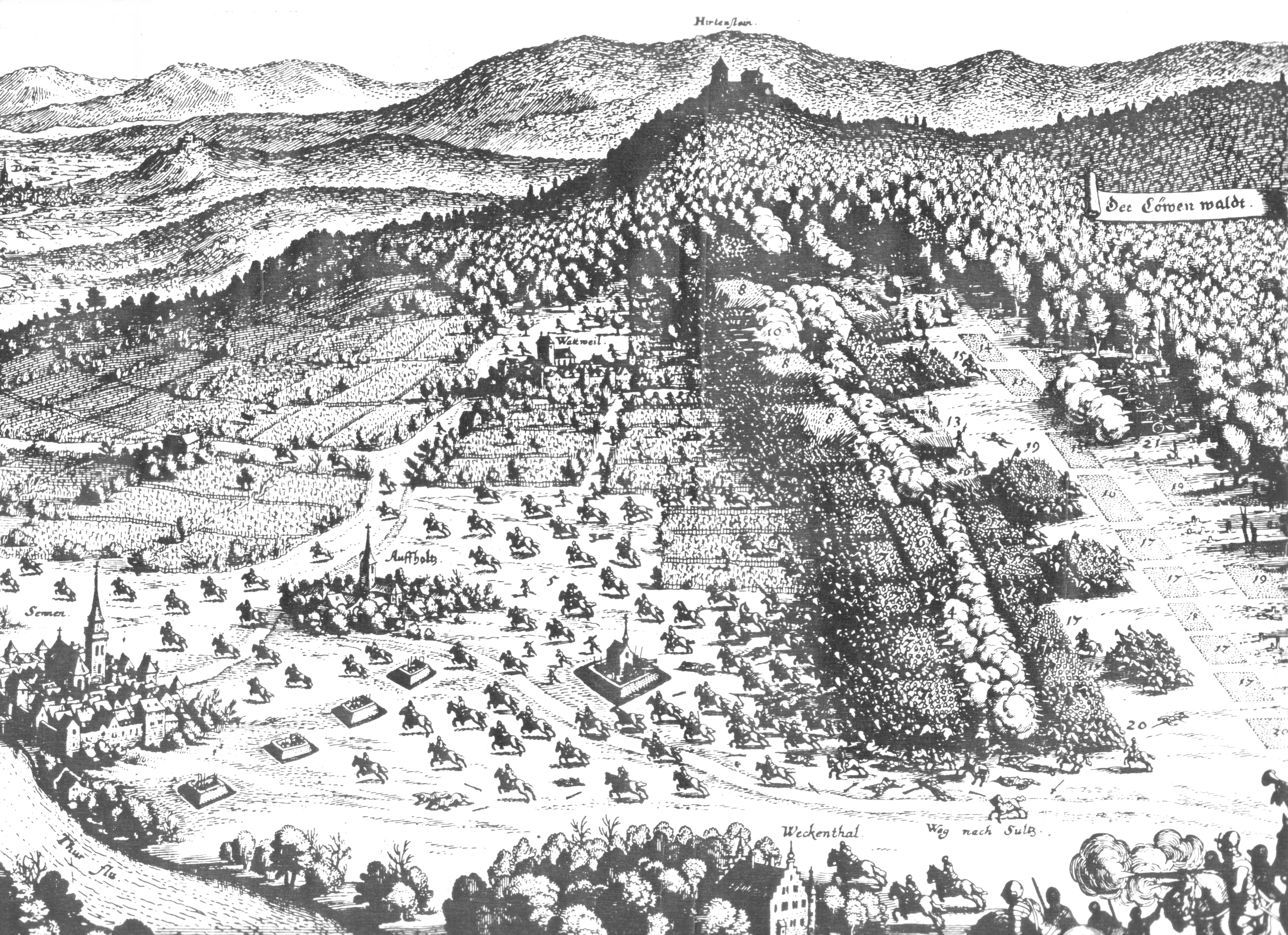
1634: Die Schlacht vor „Wattweil“ (Kupferstich von Matthäus Merian)

Am 5. September 1525, während des Bauern-Aufstandes, wurde die befestigte Stadt von den Bauern aus dem Sundgau erstürmt, aber die Einwohner schlugen sie mit Hilfe des Herrn von Hirzenstein wieder zurück.
Im Dreißigjährigen Krieg (1618–1648) hatte der Ort sehr zu leiden. Am 2. März 1634 liefern die kaiserlichen Truppen den schwedischen Scharen auf dem Gemeindebann eine blutige Schlacht, die 1500 Tote zurücklässt. Nach ihrem Sieg stürmen die Schweden die Stadtmauer, plündern und begehen Mord und Totschlag. Im Jahr 1652 sind es die Lothringer, die Wattwiller nach einem kurzen Angriff verwüsten. Nach dem Westfälischen Frieden wird die Stadt im August 1680 mit dem Elsass an Frankreich angeschlossen.
Nach einer längeren friedlichen Zeit während des 18. Jahrhunderts endet mit der Verwaltungsneuordnung der Französischen Revolution (1789/90) die feudale Epoche und somit auch die Herrschaft der Abtei Murbach.

### Geschehen im Ersten Weltkrieg
Wegen seiner wichtigen Lage wurde der Hartmannsweilerkopf ab Dezember 1914 bis Januar 1916 hart umkämpft. Die an seinem Fuße liegenden Dörfer Uffholz, Wattweiler, Wünheim und Hartmannsweiler wurden durch die Geschosse immer wieder schwer getroffen.

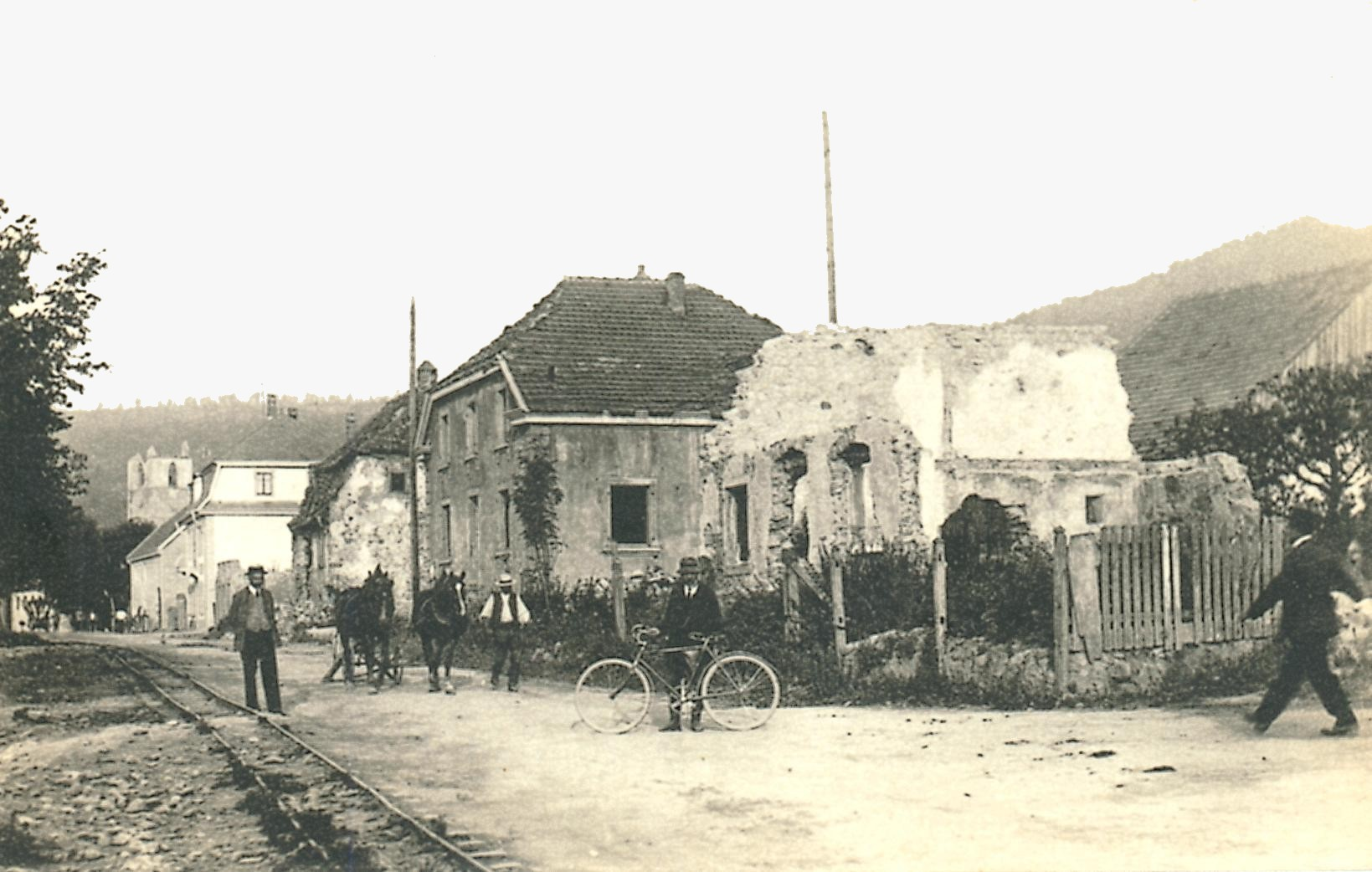
1922: Abriss und Aufbau (Kirche im Hintergrund)

Da der Stellungskrieg lange andauerte, machte die deutsche Armee aus Wattwiller einen wichtigen Nachschubstützpunkt. Um das benötigte Material zu befördern, wurde vom Sulzer Bahnhof aus bis zu einer Stelle im Wattweiler Wald die Sulzerbahn gebaut. Unweit des Dorfes im nahen Forstgebiet wurden zahlreiche Soldatenlager eingerichtet. Ein deutscher Führungsstab besetzte sämtliche Gebäude der Badeanstalt.
Wegen der ständigen Bombardierungen musste die Bevölkerung schon im Dezember 1914 evakuiert werden. Als die Einwohner am Ende des Krieges wieder zurückkehrten, trafen sie auf ein völlig zerstörtes Dorf. Man lebte teilweise in den zertrümmerten Häusern, teilweise in Holzbaracken. Der Wiederaufbau dauerte bis in die 1930er-Jahre hinein.
Kriegsgräberstätten aus der Zeit der Schlacht um den Hartmannsweilerkopf sind Nécropole nationale du Silberloch - Hartmannswillerkopf, Deutsche Kriegsgräberstätte Cernay und Kriegsgräberstätte Guebwiller.

### Bevölkerungsentwicklung
| Jahr      | 1962 | 1968 | 1975 | 1982 | 1990 | 1999 | 2007 |
| Einwohner | 879  | 1020 | 1135 | 1186 | 1506 | 1593 | 1721 |

## Partnerschaften
Wattwiller ist seit 1965 mit der deutschen Ortschaft Wasenweiler am Kaiserstuhl, die seit 1974 an die Gemeinde Ihringen angegliedert ist, in einer Partnerschaft verbunden.

## Mineralwassergewinnung

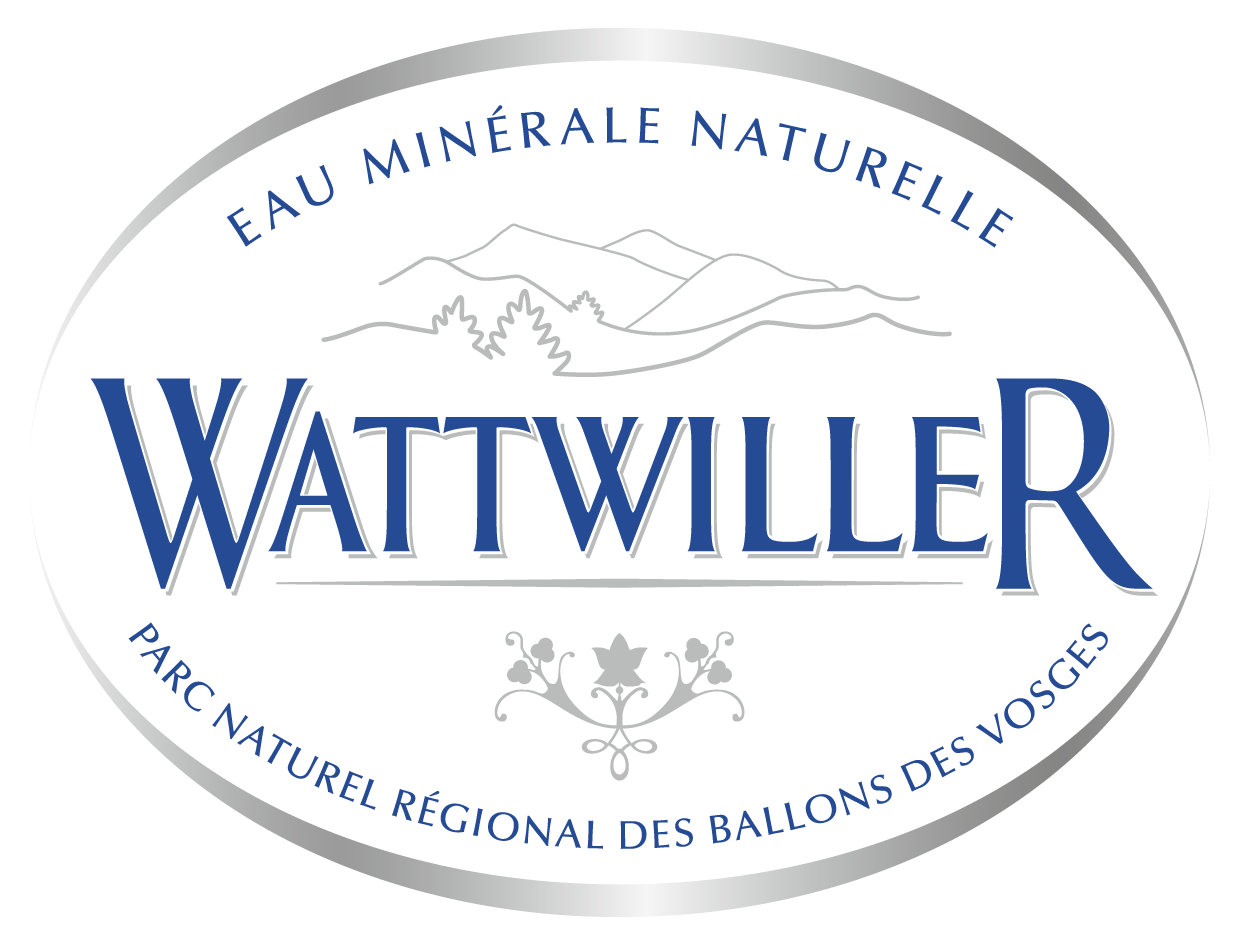
Logo des Wattwiler Mineralwassers

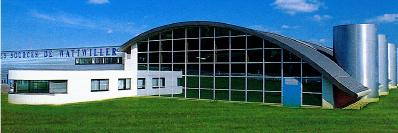
Abfüllbetrieb

Das lokale Vorkommen von Mineralwasser war schon zu Römerzeiten bekannt und wurde wohl schon damals als Trink- oder Badewasser genutzt. Die Quellen liegen am Fuß der Südvogesen am Rand eines Naturparks, dessen industrie- und landwirtschaftsfreier Raum strengen Schutzmaßnahmen unterliegt.
Das Grundwasser sickert hier durch unterschiedliche Vulkangesteine aus dem Paleozoikum sowie auch Gips- und Kalkschichten aus dem Keuper bzw. dem Muschelkalk. Dadurch reichert sich das natürliche Wasser mit wertvollen Mineralien an, bevor es wieder an die Erdoberfläche kommt. Der gesamte Quellfassungsbereich ist durch eine aus dem Quartär entstandene Tonschicht gegen das oberflächliche Sickerwasser abgeschirmt – somit bleibt das Grundwasser nitrat- und keimfrei.
Halbtiefe Bohrungen bringen das Wasser ans Tageslicht: Im vergangenen Jahrhundert wurde es durch die zwei Quellfassungen „Arsène“ und „Lithinée“ gewonnen; die derzeitige Quellfassung heißt „Artesia“ und liegt etwa 220 Meter unter der Erdoberfläche.
Weitere tiefe Bohrungen wurden in den letzten Jahren in der Nähe der geologischen Hauptverwerfung durchgeführt, um warmes Thermalwasser aufzudecken. Obwohl die Bohrungen in dieser Hinsicht ergebnislos blieben, stellte sich gleichzeitig heraus, dass der unterirdische Wasserspeicher beträchtlich ist.
Im Lauf der Zeit nahmen zunächst die Äbte von Murbach ab dem 15. Jahrhundert die Nutzung der Quelle in Besitz, bis sie dann die Verwaltung an die „Stadt“ Wattweiler 1522 übergaben. Anfang des 14. Jahrhunderts hatte die mächtige Abtei den Ort zur festen Stadt erhoben. Von da an bis 1712 wurde im damals so benannten „Badviertel“ eine „Badstube“ betrieben.
Um 1760 gab es dank der Vergrößerung und Erneuerung der Anstalt sowie nach der Bekanntmachung einer ersten Analyse des Mineralwassers einen vorübergehenden Aufschwung. Hin und wieder kam es aber zu Rückschlägen und die Badeanstalt wechselte mehrmals den Besitz.
1866 erwarb der Bürgermeister Joseph de Gohr die gesamte Anlage und veranlasste mehrere Bauarbeiten für modernere Einrichtungen sowie den Bau von drei Villen in unmittelbarer Nähe. Die neue Blütezeit dauerte bis Anfang des 20. Jahrhunderts.
Die Kurgäste kamen zum größten Teil aus dem Oberelsass, manchmal auch aus größerer Entfernung. Doch die erheblichen Zerstörungen des Dorfes und der Kurgebäude durch die Bombardierungen im Ersten Weltkrieg bedeuteten das Aus für die Nutzung sämtlicher Anlagen.
1925 errichtete man in der Nähe des Quellenparks ein Gebäude, in dem eine Flaschenfüllung in Betrieb gesetzt wurde. Das unter dem Namen „Lithia“ bekannte Mineralwasser wurde bis 1975 im Handel vermarktet. Seit 1993 begann mit der Errichtung einer neuen Abfüllanlage der letzte große Aufschwung. Seither betreibt der multinationale Konzern Spadel die Abfüllung und Vermarktung des Mineralwassers landesweit unter dem Markenzeichen „Wattwiller“.

## KunstzentrumFondation François Schneider

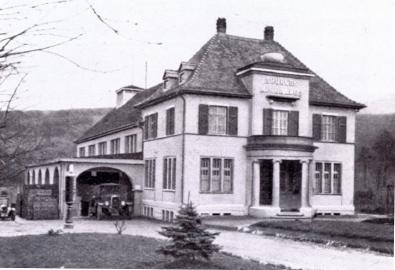
Das alte Fabrikgebäude der Grand Sources de Wattwiler (1924), heute das Kunstzentrum Fondation François Schneider

Das „Zentrum für zeitgenössische Kuns“ Fondation François Schneider im Altbau der Grand Sources de Wattwiler zeigt drei bis vier Ausstellungen pro Jahr und bietet ein reichhaltiges kulturelles Programm rund um das Thema „Wasser“.

## Katholische Kirche

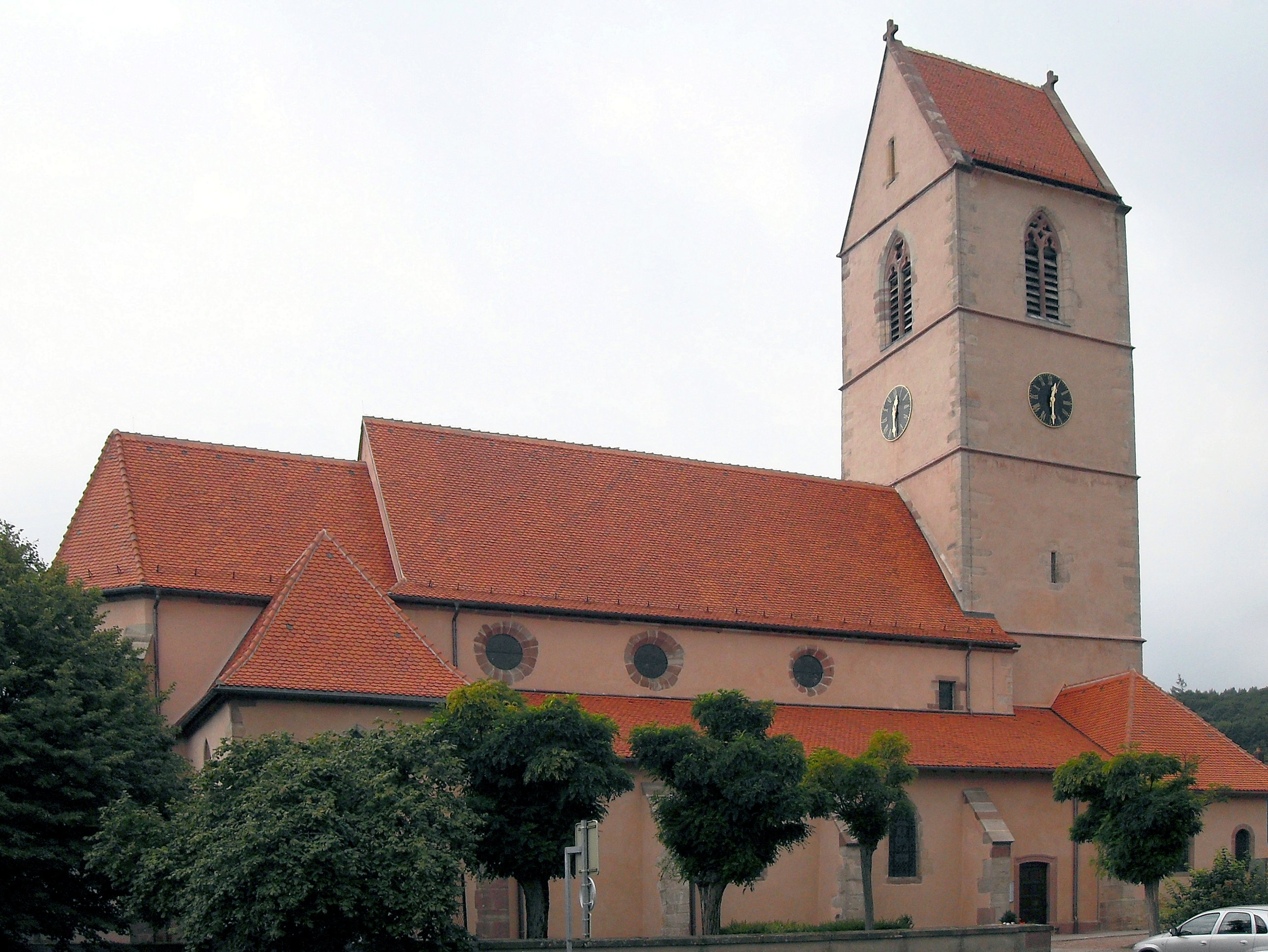
Katholische Kirche, Nordostseite

Die im 15. Jahrhundert erbaute, 1481 geweihte und Johannes dem Täufer gewidmete katholische Kirche, steht seit 1930 unter Denkmalschutz (Monument historique). Architektonisch besteht sie aus einer Mischung von romanischem und gotischem Baustil. Überreste aus älterer Zeit sind im unteren Bauwerk erhalten geblieben, wie zum Beispiel die Gruft aus dem 13. Jahrhundert sowie Fundamentteile einer romanischen Apsis. Die Kirche besitzt einen holzgeschnitzten Flügelaltar, ein Grabmal der Adeligen von Wattweiler und eine Rinckenbach-Orgel.

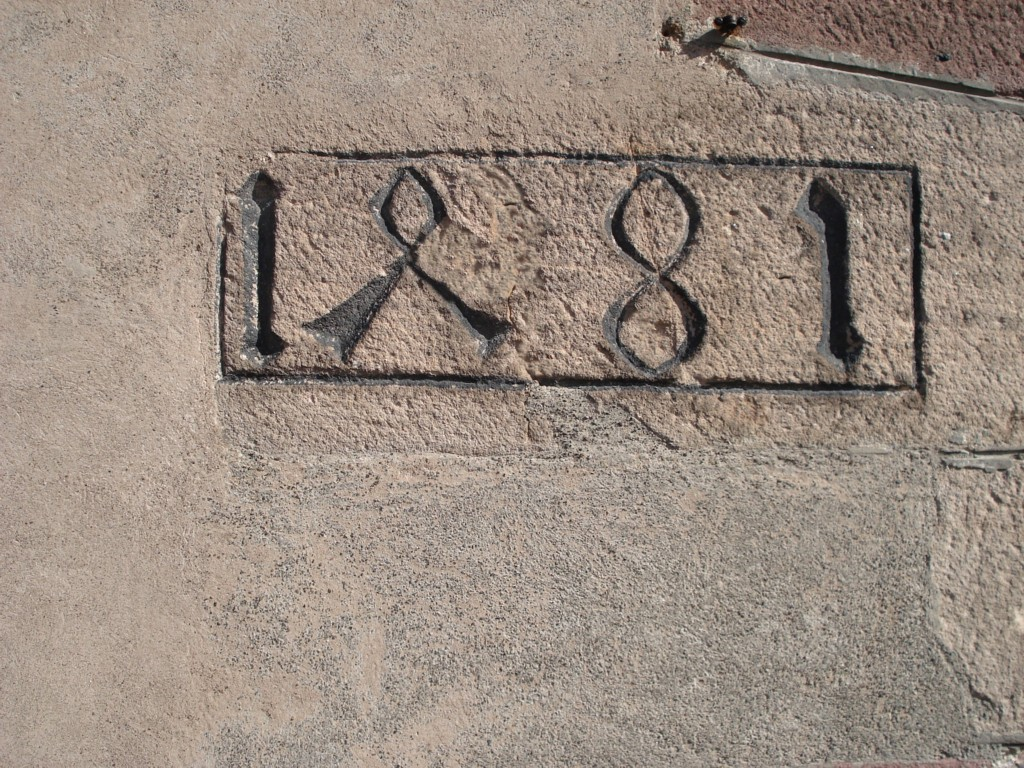
Stein mit der Inschrift 1481

Eine frühere Kirche, die im 13. Jahrhundert erbaut wurde, stand schon an derselben Stelle. Sie besaß einen ähnlichen Glockenturm, ein Hauptschiff und einen romanischen Chor. Sie überstand aber kaum die unruhigen Zeiten des Hundertjährigen Krieges.

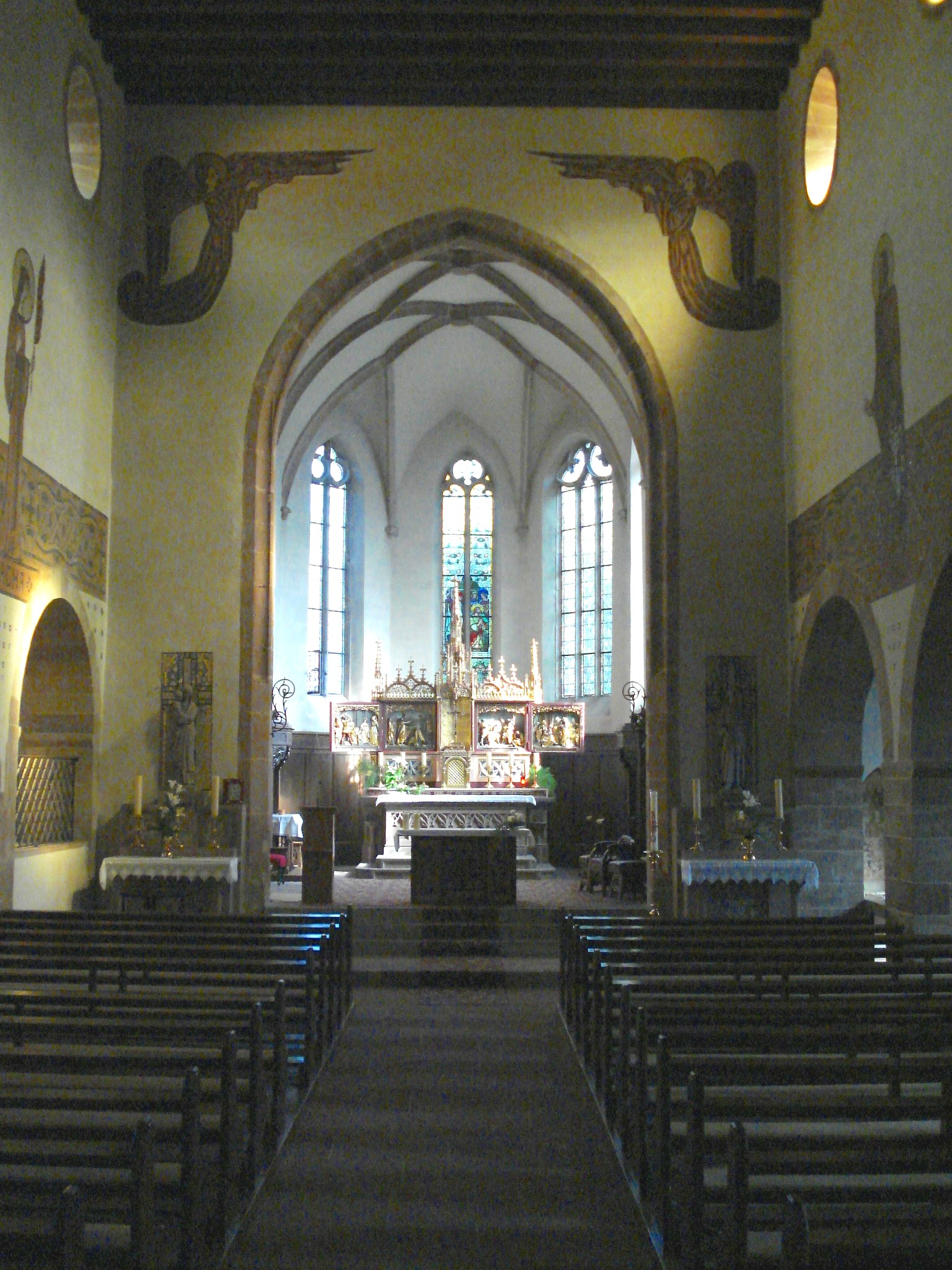
Hauptschiff, gotischer Chor und neuromanische Seitenbogen des ersten Jochs

Neben dem Hauptportal erinnert ein Stein mit eingehauener Inschrift an das Jahr 1481, in dem das alte zerfallene Bauwerk wieder aufgebaut und vergrößert wurde. Die Ziffern wurden in der damals üblichen alemannischen Schreibweise eingehauen.
Das Kirchengebäude besteht aus einem Hauptschiff, einem gotischen Chor, zwei Nebenschiffen und einem Glockenturm. Zwei Seitenkapellen wurden 1852 auf der einen und der anderen Seite des Glockenturms etwas abweichend von der Fluchtlinie der entsprechenden Nebenschiffe angebaut.
Eine noch ältere Kapelle, die Sebastianskapelle, deren Fundament aus dem 13. Jahrhundert stammt, flankiert den Chor auf der Nordseite. Sie ist mit dem ersten Joch des Nebenschiffs auf gleicher Ebene durch einen Bogendurchgang verbunden. Unter diesem Joch und unter der Sebastianskapelle befindet sich eine gewölbte Gruft, worin die ältesten Teile des ursprünglichen Bauwerks zu sehen sind. Da die Bodenhöhe des Chors und der Sebastianskapelle um vier Stufen höher liegt als jene des Schiffs, wurde 1979 das Gewölbe der Gruft im Jochteil durch einen terrassenartigen Überbau erhöht. Von einem schönen schmiedeeisernen Gitter umzäunt, steht diese Aufstockung etwa auf derselben Bodenhöhe wie die angrenzende Sebastianskapelle.
Wenn man vom Nebenschiff aus zur teilweise unterirdischen Gruft hinabsteigt, gelangt man zunächst in einen ersten Raum, der Überreste aus romanischen Zeiten aufweist, unter anderem ein zweiteiliges Fenster von frühromanischer Gestaltung (9. Jahrhundert). Dieser Raum diente über mehrere Jahrhunderte als Beinhaus. Der zweite Raum, der sich unter der Sebastianskapelle befindet, zeigt ein paariges Fenster mit feinen gotischen Spitzbögen (12. Jahrhundert) und, zur inneren Seite, das älteste Bauteil dieser Kirche: ein gerundeter Ansatz, der zur halbkreisförmigen Apsis der merowingischen Urkirche (7. Jahrhundert) gehörte und deren dahinter liegender Teil sich unter dem heutigen Chor ausdehnt.
Der Hochaltar trägt seit 1901 einen Flügelaufsatz von gotischer Gestaltung. Dieses Meisterwerk aus Holzschnitzerei wurde von der berühmten Werkstatt Theophil Klem aus Colmar ausgeführt. Nach Entfaltung der Flügel lässt sich das Retabel von rechts nach links, im Vergleich zu den morgenländischen Büchern, nachschlagen.

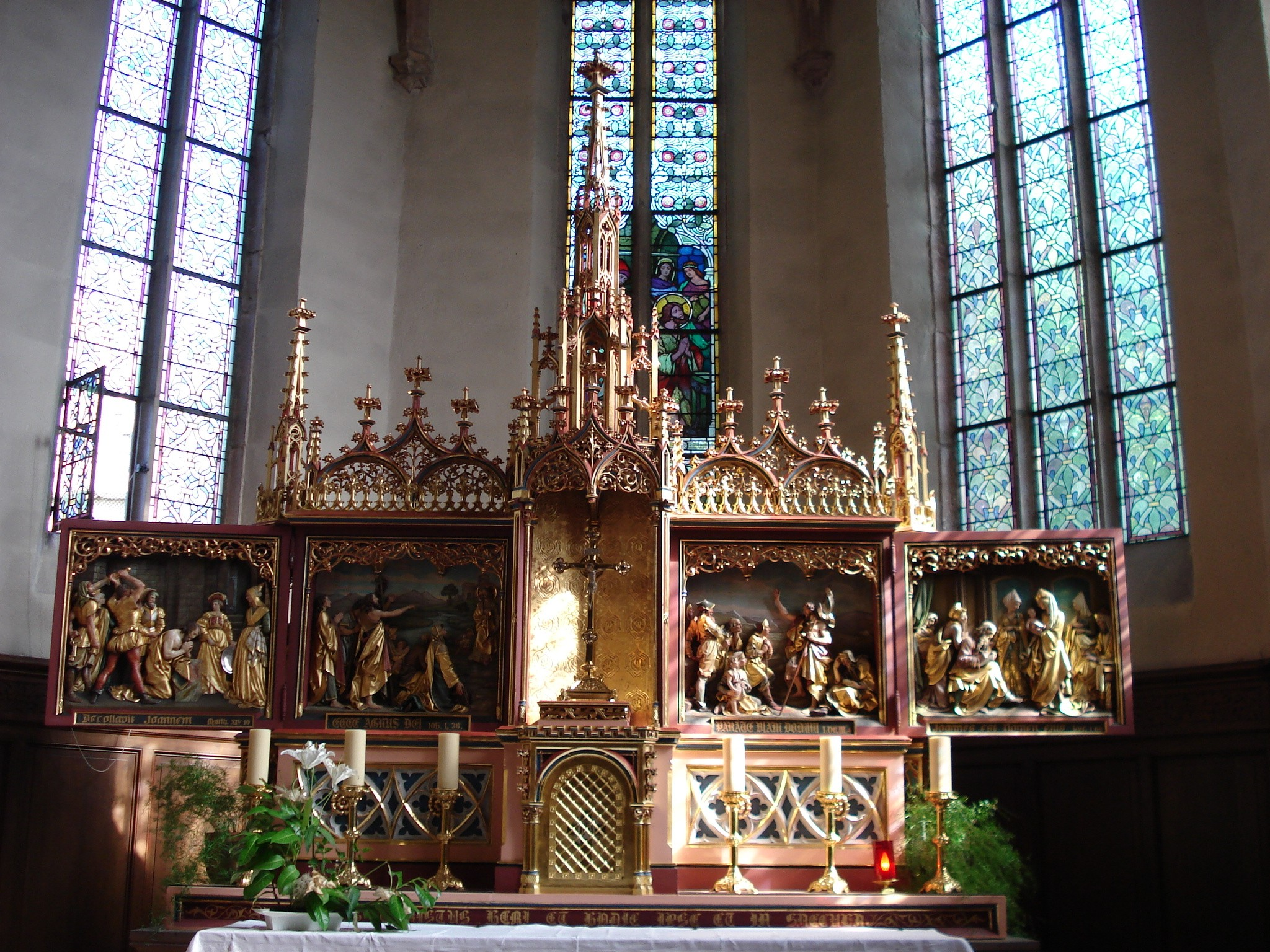
Altaraufsatz mit Tafelbildern

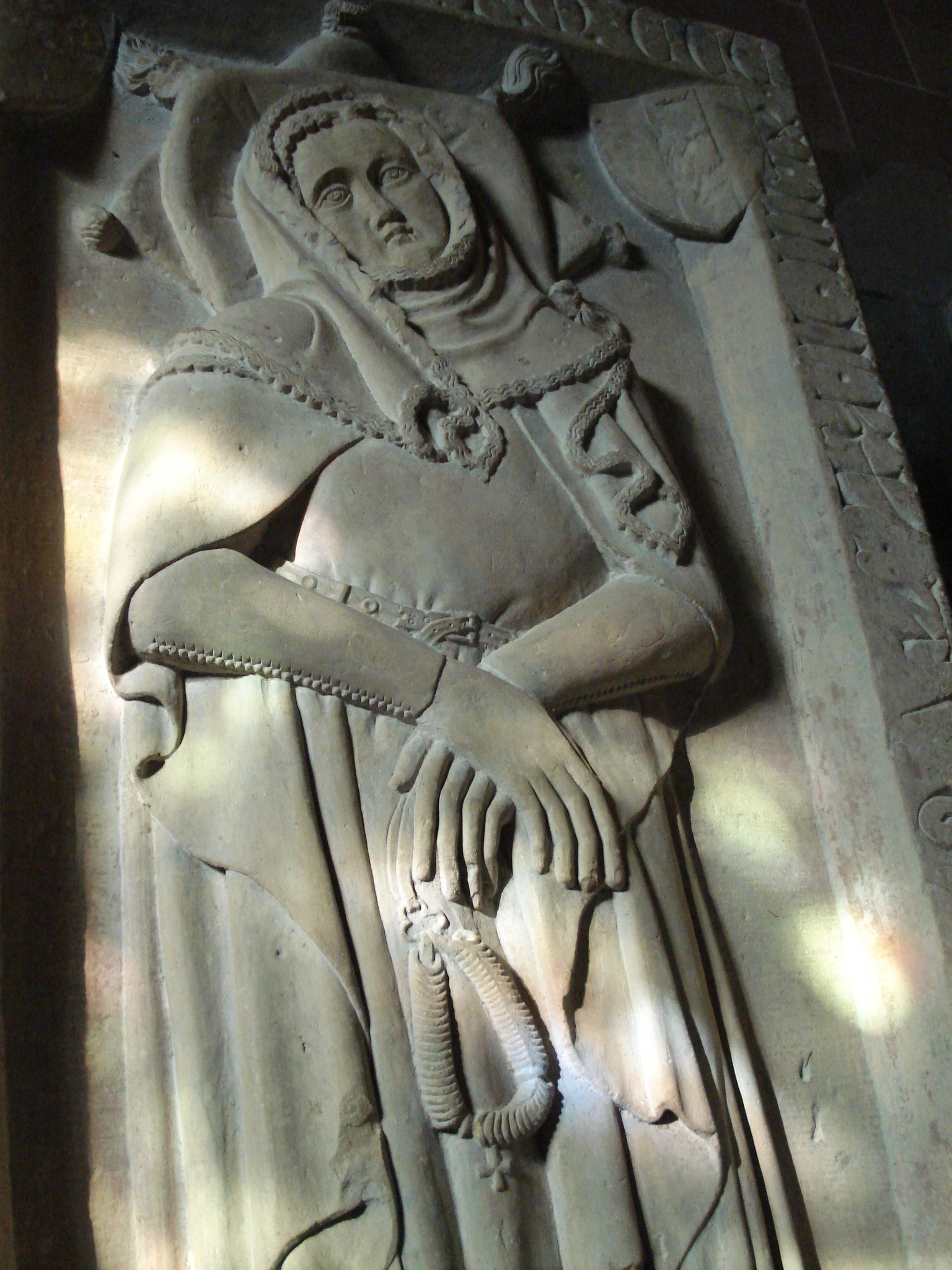
Grabplatte der Anna von Wattweil

Vier Tafelbilder schildern im Hochrelief das Leben Johannes des Täufers mit Zitaten aus der Bibel:
1. Die Zeremonie der Beschneidung im Tempel: „Joannes est nomen ejus“
2. Die Predigt in der Wüste: „Parate viam Domini“
3. Das Treffen von Johannes und Jesus am Jordan: „Ecce Agnus Dei“
4. Die Enthauptung Johannes auf Herodes Befehl: „Decollavit Joannem“

Ein weiteres Kunstwerk, diesmal aus dem 14. Jahrhundert, befindet sich im ersten Abschnitt (Joch) des südlichen Seitenschiffes. Es ist die Grabplatte mit aufwendig gearbeiteten Reliefs der 1344 verstorbenen Anna von Wattweil, Gemahlin des Ritters und Vogts Rudolf.

## Weg- und Straßenkreuze

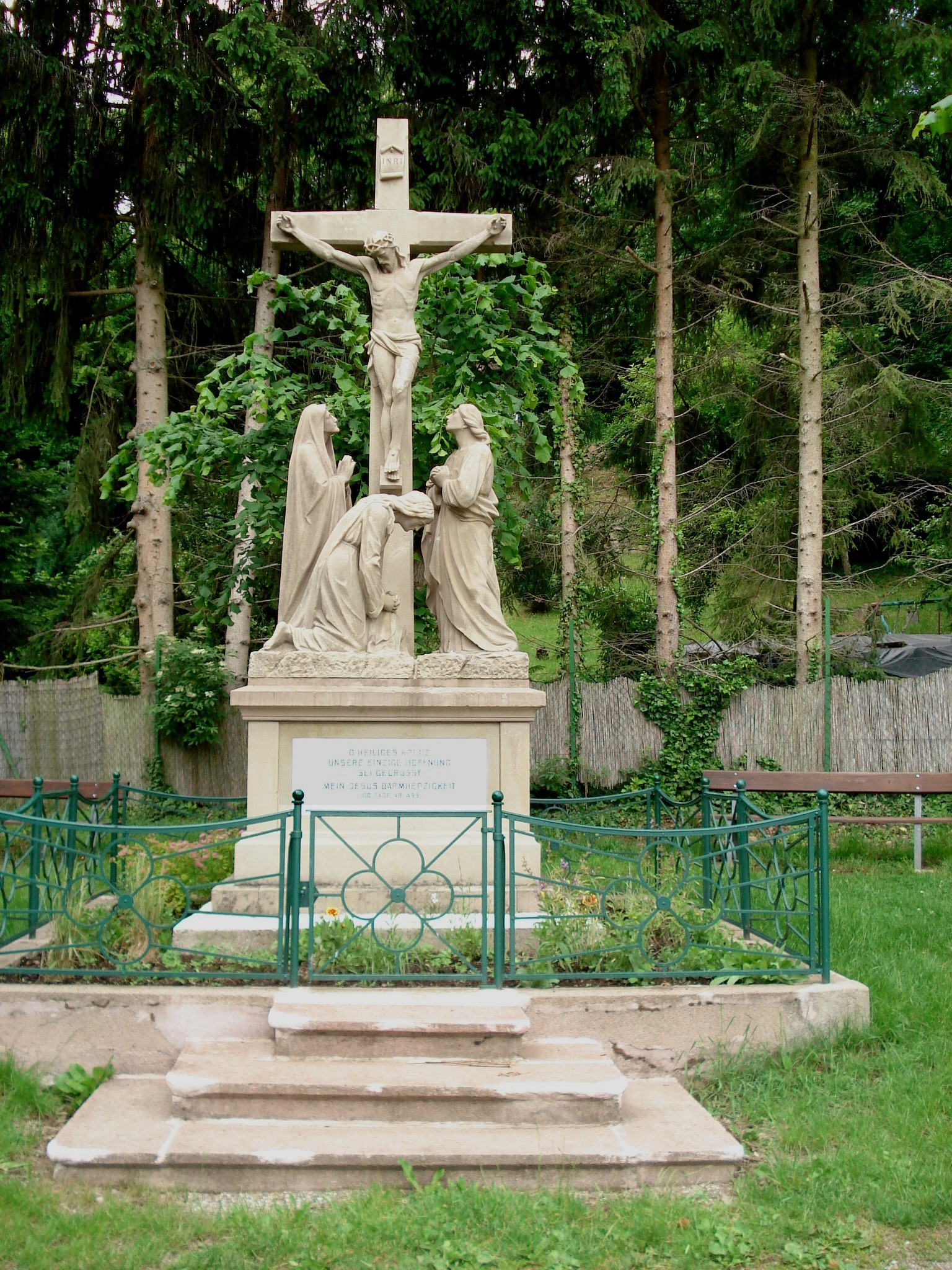
Golgotha-Kreuz am Dürrenberg

Um das Dorf herum wurden in frommen Zeiten mehrere Wegkreuze oder Bildstöcke angelegt. Die drei schönsten und am besten erhaltenen stehen zurzeit bei den Häusern in der Nähe des Dorfzentrums. Es sind steinerne Kunstwerke, zwei davon sind Golgotha-Darstellungen, d. h. mit dem Gekreuzigten als Zentralfigur und den danebenstehenden Statuen der Trauernde.

### Kreuz am Dürrenberg
Am oberen Dorfausgang, gegenüber der Quellfassungsanlage, steht seit 1861 das zierliche Golgotha-Kreuz. Durch die Geschosse während des Ersten Weltkrieges wurde es allerdings schwer beschädigt, danach aber 1933 wieder instand gesetzt. Einige Meter entfernt davon steht eine vom Vogesenklub angefertigte Wandertafel, die den Wanderern und Touristen ausführliche Information bietet.

### Ablass-Kreuz
Ein Ablasskreuz befindet sich an der Hauptstraße gegenüber dem Gebäude „Katia & Maurice Krafft“.
Auf dem Standsockel sind die Marterwerkzeuge der Kreuzigung Christi in Reliefs dargestellt, und der zum Gebet auffordernde Spruch in einer Steinplatte eingehauen. Das Kreuz wurde zur gleichen Zeit wie jenes vom Dürrenberg errichtet und 1861 an dieser Stelle eingeweiht. 

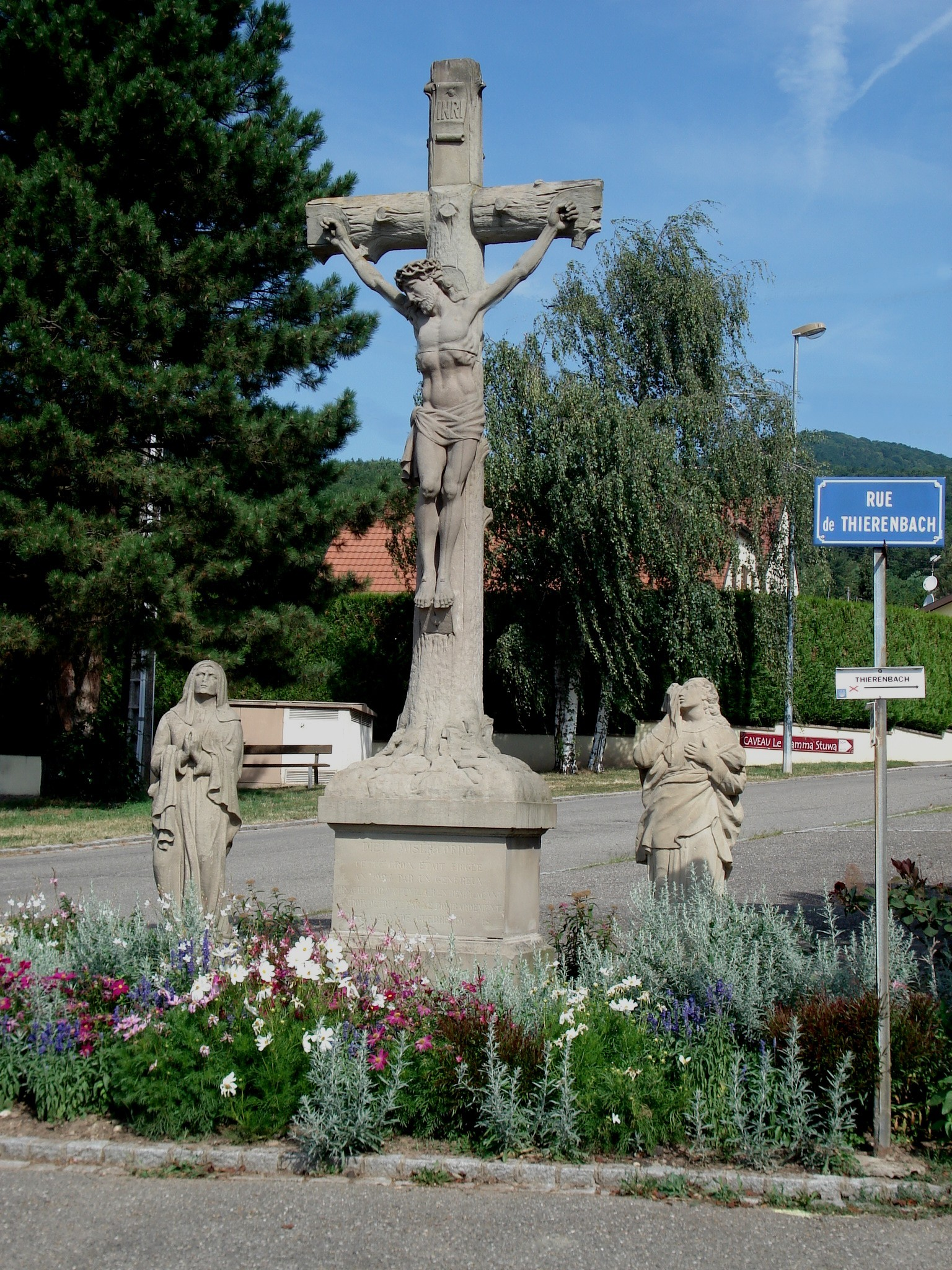
„Thierebǎcherkritz“

### Thierenbacher Kreuz
Von den Einwohnern wegen seiner Lage am ehemaligen Thierenbacherweg „Thierebǎcher-Kritz“ genannt. Zwei Statuen aus grau-gelbem Sandstein ergänzen das Bildnis eines Golgotha-Kreuzes. Die eine ist vermutlich das Original aus dem 19. Jahrhundert, die andere musste nach dem Ersten Weltkrieg ersetzt werden.
Hierbei sollte noch erwähnt werden, dass der Weg nach Thierenbach sowie auch die „Rue de Thierenbach“ von alters her als Pilgerweg gelten: Jedes Jahr am dritten Sonntag nach Pfingsten pilgert die katholische Gemeinschaft – infolge ihres Gelübdes aus dem schwierigen Jahr 1797 – zum Wallfahrtsort der Basilika nach Thierenbach. Außerdem gehört diese Strecke zu dem immer häufiger begangenen Jakobsweg, der an den Vogesen entlang nach Thann und dann weiter nach Cluny und Santiago de Compostela führt.

## Dorfbrunnen

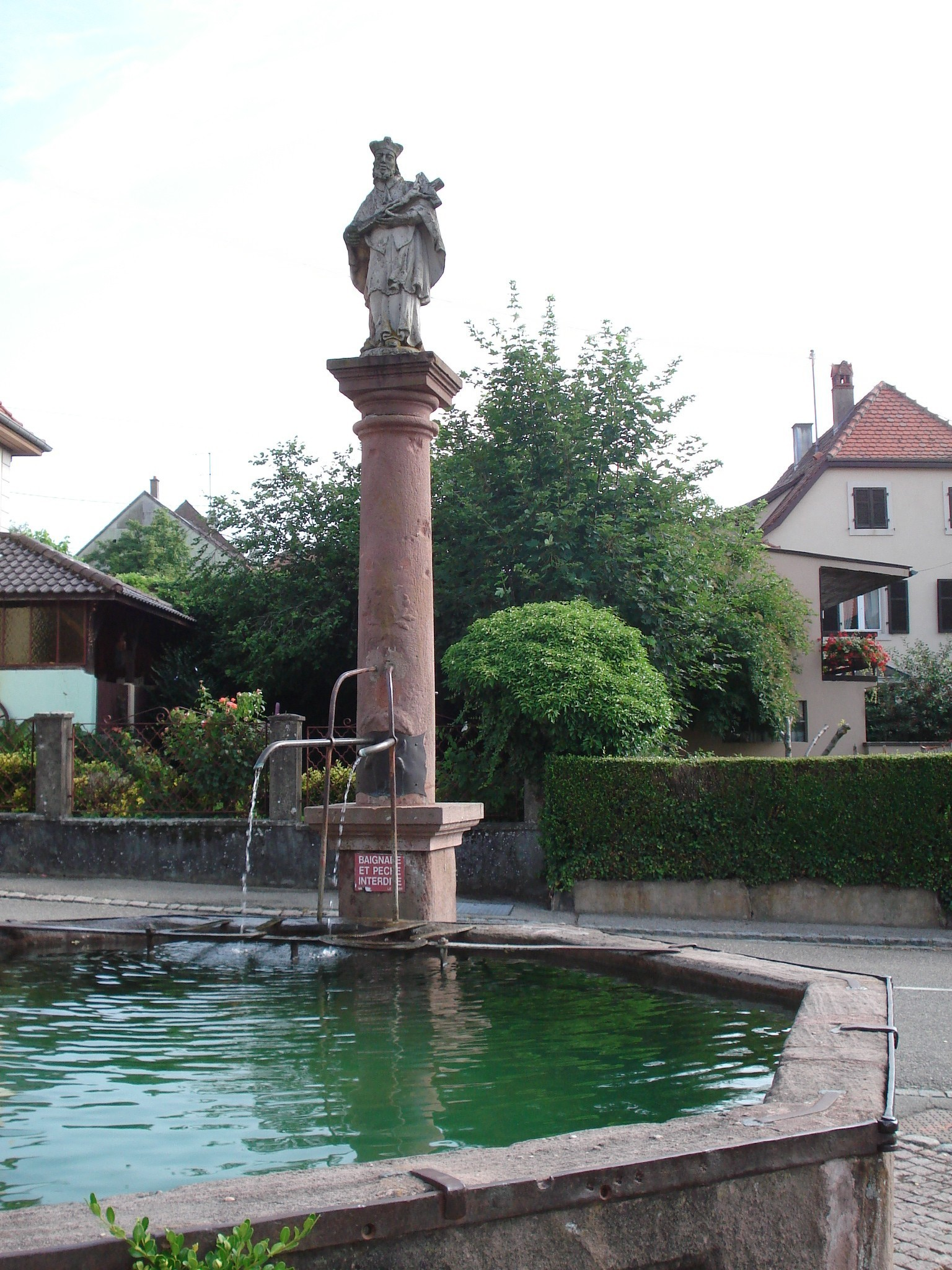
Nepomuk-Brunnen

### Nepomuk-Brunnen
Vier alte Brunnen in gutem Zustand gehören zum heutigen Ortskern, da sie in früheren Zeiten innerhalb der ehemaligen Stadtmauer errichtet wurden. Der Nepomuk-Brunnen zwischen Kirche und Pfarrhaus mag wohl der älteste davon sein – er wurde schon 1487, also zur Zeit des Wiederaufbaus der Kirche, erwähnt. Er besteht aus einem großen achteckigen und einem kleineren rechteckigen Becken, beide aus rotem Sandstein. Das Wasser fließt aus zwei Ausflussrohren, die an der von der Statue des heiligen Nepomuks gekrönten Säule angebracht sind. Somit gehört dieser Brunnen zu den so genannten Stockbrunnen.

### Gohr-Brunnen

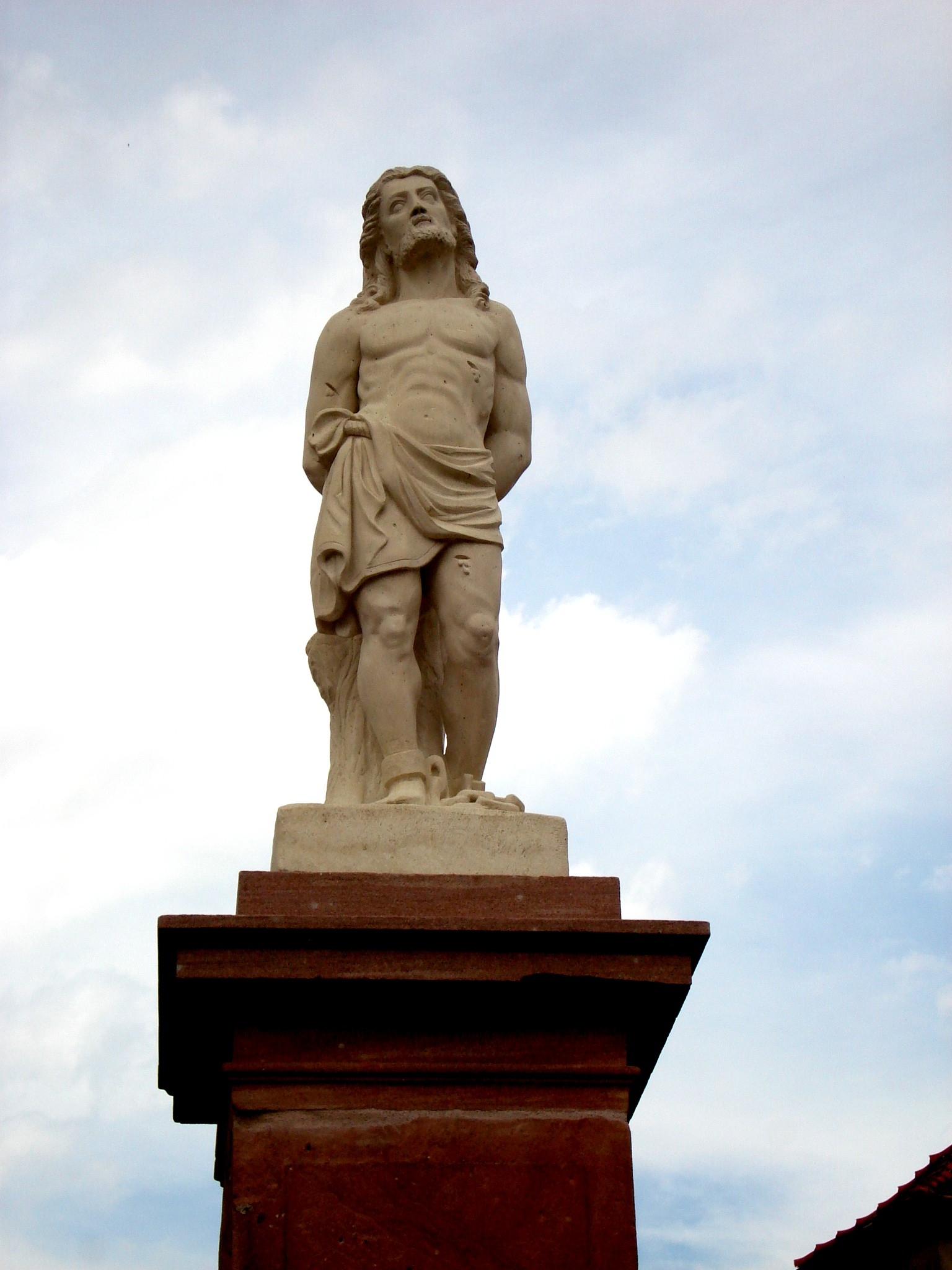
Die neue Statue des Sebastian-Brunnen

Er befindet sich vor dem Eingang des Schlosshofs der Adligen von Gohr. Er wurde 1577 anstelle eines noch älteren Brunnen aufgebaut. Der aufgerichtete Bildstock, eine Statue des damaligen Fürstabtes von Murbach, wurde mehrmals beschädigt und zerfiel schließlich nach dem Ersten Weltkrieg. Es blieb nur noch die Säule mit einem Ausflussrohr. Das achteckige Becken aus rotem Sandstein ist – wie jeder der zwei anderen Stockbrunnen – mit Eisenbarren umrandet.

### Sebastian-Brunnen
Hier geht es um den jüngsten, aber vielleicht schönsten Stockbrunnen, dessen gute Lage am Dorfplatz, auch „Tuechbleich“ genannt, zum Vorteil kommt. Sein achteckiges Becken und seine Zentralsäule mit Standbild des heiligen Sebastians wurden 1866 erbaut.
Das Bauwerk überstand alle Gefahren beider Kriege, bis sich 2006 ein bedauerlicher Zwischenfall ereirgete: Während eines heftigen Sturms, am 25. Juni dieses Jahres, stürzte ein alter, geschwächter Lindenbaum auf die Säule und verursachte ernsthafte Schäden. Die rote sandsteinerne Statue des heiligen Sebastians musste daraufhin durch eine neue Statue aus weißem Gestein ersetzt werden. Seither schmückt der Bunnen mit seinen vier Ausflussrohren den neu hergerichteten Platz, worauf der Freundschaftsstein Wattwiller-Wasenweiler ebenfalls seine Stelle gefunden hat.

## Hirtzenstein
Die Anhöhe Hirtzenstein (570 m, deutsch Hirzenstein) erlangte im Laufe der Zeit eine historische Bedeutung. Vom Mittelalter bis zur Gegenwart geschah immer etwas auf diesem „kleinen Hausberg“.
Aus geologischer Hinsicht ist er schon durch seinen hervorragenden Quarzitfels gekennzeichnet. Dafür ist die Hauptverwerfung (faille vosgienne) zwischen Vogesenmassiv und Rheinebene verantwortlich. Kein Wunder, dass die Fürstäbte von Murbach 1265 eine Burg auf diesem „Stein“ errichten ließen. Nachdem das Lehen den Adligen von Wattweiler übergeben worden war, wurde die Burg mehrmals gestürmt: insbesondere von den Eidgenossen (1468), dann später von den aufrührerischen Bauern (1525) und zuletzt von den Scharen des Dreißigjährigen Krieges, die nur noch Ruinen hinterließen.
In Friedenszeiten wurde der Hirzenstein landwirtschaftlich genutzt: der untere Hang, Dürrenberg genannt, wurde mit Reben bepflanzt, der Sattel hinter dem Quarzitfels diente als Schäferei, der Wald ringsherum lieferte Brennholz.
Bei den Kämpfen um den Hartmannsweilerkopf blieb der Hirzenstein nicht verschont. Deutsche Truppen installierten einen Stütz- und Beobachtungsposten. Sie durchbohrten den Fels, um Unterstände und Stollen einzurichten.
Als alles wieder vorbei war, entstand auf dem gerodeten Sattel ein bewirtetes Haus mit Ferienwohnungen (Maison familiale de vacances). Seit 1999 ist das gesamte Anwesen im Besitz der Gesellschaft für Mineralquellennutzung.

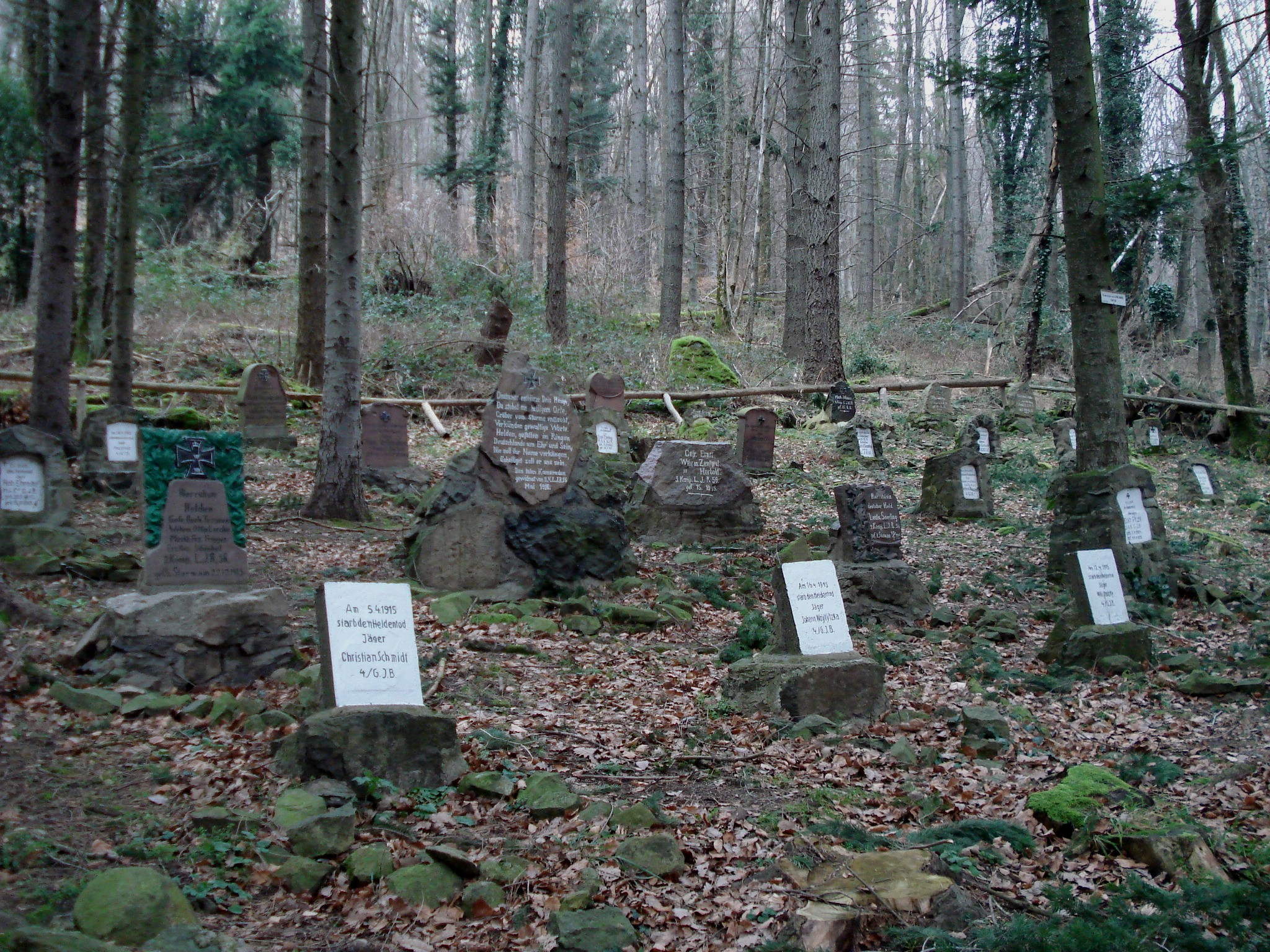
Ulanenfriedhof am Sandgrubenkopf

## Ulanenfriedhof
Der so genannte Ulanenfriedhof liegt an einem bewaldeten Berghang unweit des Hirtzensteins. Er ist nur einige Meter von der Gemeindegrenze zwischen Wattwiller und Hartmannswiller entfernt.
An dieser Stelle nahe bei einem Ulanenlager, musste man, von der Not gedrängt, im April 1915 zeitweilig deutsche Gefallene beisetzen. Neben einigen Ulanen waren es vor allem Soldaten und Unteroffiziere des 56. Landwehr-Infanterie-Regiments und des 4. Garde-Jäger-Bataillons. Nach dem Krieg wurden die Leichen auf einen anderen Friedhof umgesetzt.
Durch seine Lage im Wald und seine gut erhaltenen Stelen aus gehauenem Granitstein ist dieser Ort eine Gedenkstätte der besonderen Art geworden.

## Stellungen und Unterstände
Zahlreiche Schützengräben, Stollen, Stellungen und Unterstände sind auf dem Porphyrgrat und an den Hängen des Hartmannswillerkopfes vorhanden. Einige sind gut erhalten geblieben, andere wurden wieder instand gesetzt, andere sind verfallen. Auf dem Hang, der Wattwiller zugewandt ist, kann man folgende Stätten besichtigen:
- die „Lippische Schweiz“, einen ausgemauerten Schützengraben, der sich vom „Dickbuchenweg“ (560 m) bis zum „Unteren Rehfelsen“ (766 m) nach oben schlängelt,
- den steilen „Himmelsleitergraben“ und seine Fortsetzung, den „Weihnachtsgraben“, die den „Mittleren Rehfelsen“ (820 m) mit dem Gipfelbereich (956 m) verbinden,
- die Feste „Bamberg“ oberhalb des „Unteren Rehfelsens“ (766 m),
- die Festen „Ratz“, „Großherzog“ und „Rohrburg“ auf dem „Porphyrgrat“,
- den „Aussichtsfelsen“ mit „Monument du 152e R.I.“ (920 m),
- das „Monument Serret“ (760 m),
- „Fortin Mégard“,
- „Fortin Sermet“,
- „Roche Amic“.

Die letzten drei sind geschützte Stellungen auf französischer Seite.

## Mit dem Ort verbundene Persönlichkeiten
Die Vulkanologen Katia und Maurice Krafft erwarben 1977 einen Wohnsitz in Wattwiller, um sich dort zwischen zwei Expeditionen oder zwei Vorträgen aufzuhalten. Darin häuften sie eine Unmenge von Filmen, Bildern, Gesteinssammlungen und Unterlagen aller Art an. Am 3. Juni 1991 verunglückten beide am Unzen (Japan) durch einen plötzlich auftretenden pyroklastischen Strom tödlich.
Zur Erinnerung an ihre Verbundenheit mit dem Dorf trägt seither das Mehrzweckgebäude ihren Namen.
Joseph Remy (1857–1936) war Landtagsabgeordneter und Bürgermeister von Wattwiller.
Constant Dinichert (1832–1916), wurde in Wattwiller geboren und war später ein Schweizer Uhrenfabrikant und Politiker